# アントニー・マルシャル
アントニー・マルシャル（Anthony Martial, フランス語発音: [maʁ.sjal], 1995年12月5日 - ）は、フランス・マシー出身のサッカー選手。フランス代表。AEKアテネFC所属。ポジションはフォワード。
「マルシアル」「マーシャル」とも表記される。

## クラブ経歴

### オリンピック・リヨン
マルシャルはイル＝ド＝フランス地域圏エソンヌ県のマシーに生まれ、2001年にCOレ・ジュリスのユースに加入した。14歳だった2009年にオリンピック・リヨンのスカウトに見初められ、同年にリヨンのユースに移った。U-17の2年目のシーズンに21試合に出場し、32ゴールを挙げるとU-17のフランス代表に招集され、UEFA U-17欧州選手権2012に出場した。
2012年12月6日にスタッド・ジェルランで行われ、2-0で勝利したヨーロッパリーグのハポエル・イロニ・キリヤット・シュモナ戦にその試合でゴールを決めたヤシン・ベンジアと交代で試合の残り10分間に出場し、トップチームデビューを果たした。リーグ1デビューは2013年2月3日に行われ、1-3で敗れたアウェイのACアジャクシオ戦であり、ラシド・ゲザルと79分に交代で出場した。そのシーズンのリーグ戦ではその他2試合に途中交代で出場した。

### ASモナコ
2013年6月30日、500万ユーロにボーナスを加えた移籍金でASモナコに移籍し、3年契約を結んだ。11月24日に行われたリーグ戦のFCナント戦でラダメル・ファルカオと63分に交代で出場すると、69分にハメス・ロドリゲスにアシストした至近距離からのシュートはゴールキーパーに弾かれたが、ムニル・オバディがこぼれ球に反応し、その試合唯一となるゴールが生まれた。6日後にスタッド・ルイ・ドゥで行われたスタッド・レンヌ戦に初めてスターティングメンバーとして出場すると初ゴールを挙げ、2-0の勝利に貢献した。12月に行われたヴァランシエンヌ戦で足首を捻挫し、数試合を欠場したが、2014年1月27日には2018年6月まで契約を延長した。
2014-15シーズンは2014年10月5日に行われたパリ・サンジェルマン戦にルーカス・オカンポスと交代で出場すると、試合時間残り数分で1-1となる同点ゴールを挙げ、2015年3月13日に行われたバスティア戦では2ゴールを記録するなど36試合に出場し、9ゴールを挙げた。6月26日には2019年まで契約を延長した。
2015年8月4日に行われたチャンピオンズリーグ予選3回戦のBSCヤングボーイズ戦でヨーロッパの大会における初ゴールを記録し、チームも2試合合計7-1でプレイオフ進出を決めた。

### マンチェスター・ユナイテッド

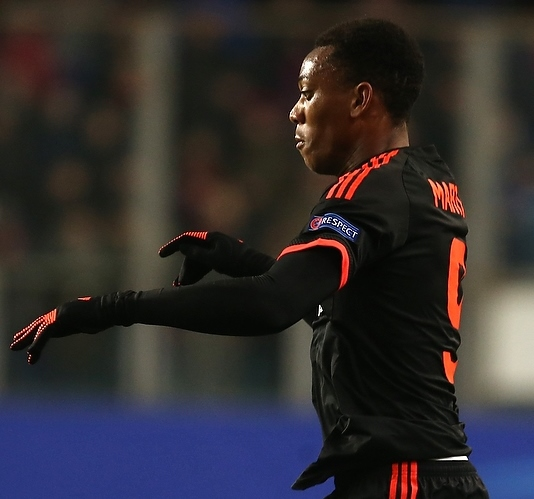
マンチェスター・ユナイテッドでプレイするマルシャル（2015年）

2015年9月1日、3600万ポンドから最大で5,800万ポンドに上る移籍金でマンチェスター・ユナイテッドへ移籍が決定し、1年間の延長オプションが付いた4年間の契約を結んだ。背番号はアンディ・コールやルイ・サハ、ディミタール・ベルバトフ、ラダメル・ファルカオが着用した9番に決まった。この移籍金はユナイテッドがルーク・ショーを獲得する際に支払った移籍金とPSGがマルキーニョスを獲得する際に支払った移籍金2700万ポンドを更新し、10代の選手に支払われた移籍金としては史上最高額となった。この移籍金についてはフランス国内に驚きを持って受け取られた。監督のルイ・ファン・ハールはマルシャルについて、現在よりも将来のために獲得したと選手だと述べ、移籍金については「馬鹿げた」金額だと話した。
2015年9月12日に行われたリヴァプールとのダービー・マッチにおいて65分にフアン・マタと交代で出場し、プレミアリーグデビューを飾ると、86分にチームの3点目となるゴールを決め、デビュー戦で初ゴールを記録した。
2017年8月19日、リーグ戦第2節のスウォンジー戦では開幕から2試合連続で得点を決めた。9月27日、欧州CL第2節のCSKAモスクワ戦では1得点3アシストの活躍で勝利に貢献した。
2019-20シーズン、6月25日のシェフィールド・ユナイテッドFC戦では、マンチェスター・ユナイテッドの選手としては2013年のロビン・ファン・ペルシ以来のハットトリックを達成するなど、リーグ戦でこれまでのキャリアで最多となる17ゴールを決め、来季のチャンピオンズリーグ出場権獲得に貢献した。
2021-22シーズンはクリスティアーノ・ロナウドが加入したことで、FWのポジションを彼と争うことになる。しかし昨シーズン、年間通してわずか7得点しか取れなかったマルシャルの立場は揺らいでいく。開幕戦は先発の座を外され、得点は10月2日のエヴァートンFC戦のみに終わる。やがて、オーレ・グンナー・スールシャールが解任されラルフ・ラングニックが招聘されると、ベンチ入りも許されない状況となった。

### セビージャFC
2022年1月25日、セビージャFCへの2021-22シーズン終了までのローン移籍が発表された。しかし、かつてに輝きを取り戻すことはできず、負傷の影響もありリーグ戦で得点を挙げられないままユナイテッドに復帰した。

### ユナイテッド復帰
2022-23シーズンよりエリック・テン・ハフが監督に就任し、マルシャルはクリスティアーノ・ロナウドと再びポジションを争うことになるが、ロナウドの不調もあり一定の出場機会を得た。
2023-24シーズンをもって契約満了で退団。

### AEKアテネFC
2024年9月18日、ギリシャのAEKアテネFCに移籍することが発表された。背番号は26番、契約期間は2027年6月30日までの3年契約となる。

## 代表経歴

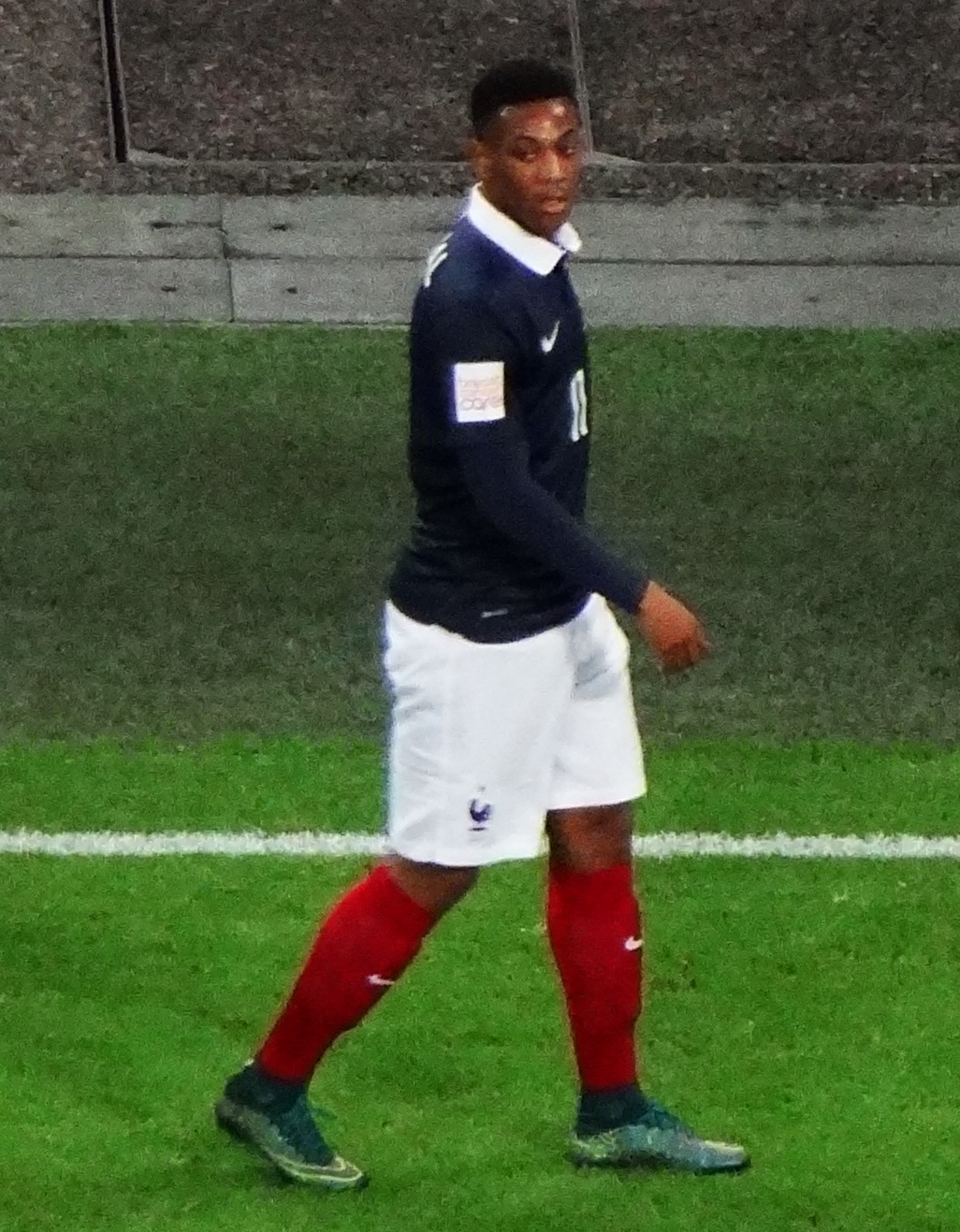
フランス代表でプレイするマルシャル（2015年）

UEFA U-17欧州選手権2012の予選ではフェロー諸島代表戦で2ゴール、北アイルランド代表戦ではハットトリックを達成し、5ゴールを記録した。エリートラウンドのスイス代表戦とスウェーデン代表戦でもゴールを決め、フランス代表は本大会進出を決めた。本大会では初戦のアイスランド代表でゴールを決めたが、フランス代表は決勝トーナメント進出を逃した。UEFA U-19欧州選手権では5試合すべてに出場し、準優勝で大会を終えた。2015年8月26日、翌月に行われるポルトガル代表とセルビア代表との親善試合に臨むA代表のメンバーに初めて招集され、9月4日に行われたポルトガル代表戦にカリム・ベンゼマと交代で試合の残り16分間に出場し、A代表デビューを果たした。2016年9月1日のイタリア戦で代表初得点を挙げた。2018年のロシアワールドカップでは予備登録メンバー11人の1人に選ばれるに留まった。

## プレースタイル
COレ・ジュリス時代のコーチは2015年に行われたBBCのインタビューで、マルシャルは6歳でゴールに向かってまっすぐ走ることができたと話し、「これまでに400人の若い選手がここでプレーしてきたが、そのような才能を持った選手は5、6年に1人くらいの割合でしかやって来ない。私たちはマルシャルがそのような高い潜在能力のある選手であることがわかったので、彼を後押ししました。」と述べた。また、別のコーチは、6歳の時点で8歳の選手に匹敵する能力を持っていたので上の年齢のグループでプレーさせることにし、マルシャルは12、3歳の頃にはプロのサッカー選手になることに注力していた。
マルシャルはスピードとテクニックがあり、ウイングとストライカーのポジションを務めることができるため、ティエリ・アンリに似ていると言われている。デビュー戦でゴールを挙げたマルシャルをアンリは賞賛したが、マルシャル自身は、「アンリと似ているとは思わない。私がよりフィジカルやテクニックに依存するのに対して、彼はもっとスピードがあった。しかしながら、偉大な選手と比較されることはいつだって悪いことではない。」と述べた。
2015年10月に行われたデンマーク代表戦後にシモン・ケアーは、マルシャルが19歳だということに驚き、『レキップ』紙のインタビューで「自分がフランスのクラブに所属していた時は知らない選手だったが、19歳であることを考えれば本当に良い選手だ。彼は多くのことができ、スピードだけではなく高い技術力があるのでマークをするのは非常に大変だった。」と話した。

## 私生活
マルシャルはグアドループにルーツを持っている。兄のジョアン・マルシャルもトロワACに所属するディフェンスの選手であり、U-20のフランス代表経験を持っている。もう1人の兄弟であるドリアンもCOレ・ジュリスのトップチームに所属するサッカー選手である。教育熱心な両親に育てられ、ユース時代のコーチはマルシャルについて、シャイで物静かな人物であったと語っている。
サマンサと結婚し、娘をもうけている。マルシャルはローマ・カトリックを信仰している。

## 個人成績
| クラブ                       | シーズン | リーグ         | リーグ戦 | リーグ戦 | カップ戦 | カップ戦 | リーグ杯 | リーグ杯 | 国際大会 | 国際大会 | その他 | その他 | 合計 | 合計 |
| クラブ                       | シーズン | リーグ         | 出場     | 得点     | 出場     | 得点     | 出場     | 得点     | 出場     | 得点     | 出場   | 得点   | 出場 | 得点 |
| ---------------------------- | -------- | -------------- | -------- | -------- | -------- | -------- | -------- | -------- | -------- | -------- | ------ | ------ | ---- | ---- |
| リヨン                       | 2012–13  | リーグ・アン   | 3        | 0        | 0        | 0        | 0        | 0        | 1        | 0        | 0      | 0      | 4    | 0    |
| リヨン                       | 通算     | 通算           | 3        | 0        | 0        | 0        | 0        | 0        | 1        | 0        | 0      | 0      | 4    | 0    |
| モナコ                       | 2013–14  | リーグ・アン   | 11       | 2        | 3        | 0        | 1        | 0        | -        | -        | 0      | 0      | 15   | 2    |
| モナコ                       | 2014–15  | リーグ・アン   | 35       | 9        | 3        | 1        | 3        | 1        | 7        | 0        | 0      | 0      | 48   | 12   |
| モナコ                       | 2015–16  | リーグ・アン   | 3        | 0        | -        | -        | -        | -        | 4        | 1        | 0      | 0      | 7    | 1    |
| モナコ                       | 通算     | 通算           | 49       | 11       | 6        | 1        | 4        | 1        | 11       | 1        | 0      | 0      | 68   | 15   |
| マンチェスター・ユナイテッド | 2015–16  | プレミアリーグ | 31       | 11       | 7        | 2        | 2        | 1        | 9        | 3        | 49     | 17     | 49   | 17   |
| マンチェスター・ユナイテッド | 2016-17  | プレミアリーグ | 25       | 4        | 3        | 1        | 3        | 2        | 10       | 1        | 41     | 8      | 41   | 8    |
| マンチェスター・ユナイテッド | 2017-18  | プレミアリーグ | 30       | 9        | 4        | 0        | 3        | 1        | 8        | 1        | 35     | 11     | 35   | 11   |
| マンチェスター・ユナイテッド | 2018-19  | プレミアリーグ | 27       | 10       | 2        | 1        | 1        | 0        | 8        | 1        | 38     | 12     | 38   | 12   |
| マンチェスター・ユナイテッド | 2019-20  | プレミアリーグ | 32       | 17       | 5        | 1        | 4        | 1        | 7        | 4        | 48     | 23     | 48   | 23   |
| マンチェスター・ユナイテッド | 2020-21  | プレミアリーグ | 22       | 4        | 4        | 0        | 2        | 1        | 8        | 2        | 0      | 0      | 36   | 7    |
| マンチェスター・ユナイテッド | 通算     | 通算           | 167      | 55       | 25       | 5        | 15       | 6        | 50       | 12       | 1      | 0      | 258  | 78   |
| 総合計                       | 総合計   | 総合計         | 219      | 66       | 31       | 6        | 19       | 7        | 62       | 13       | 1      | 0      | 330  | 93   |

## タイトル

### クラブ
マンチェスター・ユナイテッド
- FAカップ：2015-16
- FAコミュニティ・シールド：2016
- EFLカップ：2016-17, 2022-23
- UEFAヨーロッパリーグ：2016-17

### 個人
- プレミアリーグ月間最優秀選手：2015年9月[37]
- PFA月間最優秀選手（ファン投票による）：2015年9月[38]
- ゴールデンボーイ賞：2015年[39]

## フランス代表歴

### 出場大会
- U-17フランス代表
  - 2012年 - UEFA U-17欧州選手権（グループリーグ敗退）
- U-19フランス代表
  - 2014年 - UEFA U-19欧州選手権（準優勝）
- サッカーフランス代表
  - 2016年 - UEFA EURO 2016（準優勝）

### 試合数
国際Aマッチ 30試合 2得点（2015年 - ）
| フランス代表 | 国際Aマッチ | 国際Aマッチ |
| 年           | 出場        | 得点        |
| ------------ | ----------- | ----------- |
| 2015         | 6           | 0           |
| 2016         | 9           | 1           |
| 2017         | 2           | 0           |
| 2018         | 1           | 0           |
| 2020         | 7           | 0           |
| 2021         | 5           | 1           |
| 通算         | 30          | 2           |

### ゴール
| #  | 開催年月日    | 開催地                           | 対戦国   | スコア | 結果 | 試合概要 |
| -- | ------------- | -------------------------------- | -------- | ------ | ---- | -------- |
| 1. | 2016年09月1日 | バーリ、スタディオ・サン・ニコラ | イタリア | 0-1    | 1-3  | 親善試合 |